# Élodie Gossuin
Élodie Gossuin-Lacherie (Reims, 15 dicembre 1980) è una modella, personaggio televisivo e politica francese, vincitrice del concorsi di bellezza di Miss Francia e Miss Europa 2001.

## Biografia

### Concorsi di bellezza
Fin da giovane ha iniziato a vincere numerosi concorsi di bellezza locali e nel novembre 2000, mentre studiava per diventare infermiera, ha vinto il concorso di Miss Piccardia, che la qualificò alla fase finale di Miss France, da lei poi vinta.
Grazie a tale vittoria ha partecipato a Miss Universo 2001 a Porto Rico classificandosi tra le prime dieci e Miss Europa a Beirut in Libano, concorso in cui si è imposta. Ha quindi iniziato una carriera di modella ed è stata ingaggiata come testimonial per varie campagne pubblicitarie.

### Televisione
Nel 2004 ha preso parte al reality show La Ferme Célébrités (equivalente francese de La fattoria) su TF1, diventando una dei tre finalisti del gioco e vincendo 150000 € poi devoluti a un'associazione benefica.
A partire dal 2005 conduce la trasmissione Miss Swan su TF6. Nel 2006 è diventata cronista per la rivista Public e per la trasmissione Morning café su M6. Nel marzo 2007 è passata a Direct 8 sempre come cronista-inviata per la trasmissione Un Max de services. A partire dall'aprile 2010 ha fatto parte della squadra di inviati del programma Touche pas à mon poste condotto da Cyril Hanouna su France 4. Nel 2016 è stata scelta come portavoce per comunicare i risultati francesi all'Eurovision Song Contest di quell'anno, confermata poi anche per il 2017 e il 2018.

### Politica
Nel 2004 Élodie Gossuin è stata eletta al consiglio regionale della Piccardia nelle liste dell'UDF-UMP, coalizione di centrodestra guidata da Gilles de Robien. Il suo impegno e la sua assidua presenza in consiglio hanno ricevuto un pubblico riconoscimento anche dagli avversari politici. Si è candidata per un nuovo mandato iscritta in settima posizione nella Lista per la maggioranza presidenziale guidata da Caroline Cayeux ma la lista ha conquistato solo sei seggi, pertanto dopo le elezioni del 2010 non fa più parte del consiglio.

### Vita privata
Il 1º luglio 2006 si è sposata con il modello Bertrand Lacherie; la coppia l'anno successivo ha messo al mondo due gemelli, Jules e Rose.